# Europa (mytologi)
 For alternative betydninger, se Europa (flertydig). (Se også artikler, som begynder med Europa)
Europa var ifølge den græske mytologi en fønikisk kongedatter fra Tyros. Hun har givet navn til kontinentet Europa samt Jupitermånen Europa.

## Tyren
Hun blev forført af Zeus i skikkelse af en tyr. Han kom svømmende til hende, mens hun var ved stranden og opførte sig kælent og indyndende. Da Europa satte sig op på ryggen af den venlige tyr sprang den ud i havet og begyndte at svømme. Zeus bragte pigen til Kreta, hvor hun senere blev stammoder til Kretas kongehus ved sønnen Minos. Zeus gav Europa tre gaver: Talos en automatisk kriger, Laelaps en jagthund og et kastespyd, der aldrig ramte ved siden af. Zeus satte også tyren som stjernetegn på himmelen til erindring om begivenheden. Resultatet af forbindelsen blev, udover Minos, børnene Rhadamantys og Sarpedon. Hun blev gift med Asterion.
Historien om tyren er uden tvivl påvirket af den tyrekult som man kender fra minoisk kunst.

## Europas ophav
Ifølge visse kilder var Europas forældre den fønikiske kong Agenor af Tyrus og hans dronning Telefassa. De begræd deres datters forsvinden og sendte de tre sønner Føniks, Kilix og Kadmos, ud for at lede efter hende (andre kilder, for eksempel Iliaden, har Føniks som fader). Det lykkedes ikke de tre sønner at komme til Kreta og finde hende, men Kadmos er kendt som grundlæggeren af Theben og stamfader til det Thebanske kongehus og Kilix som den landskabet Kilikien i Lilleasien blev opkaldt efter.

## Herodot
Ifølge Herodot blev Europa bortført af Minoerne, der ville hævne bortførelsen af Io, en prinsesse fra Argos.